# Lühnde
Lühnde ist ein Ortsteil der Gemeinde Algermissen im niedersächsischen Landkreis Hildesheim.

## Geschichte
Die Lage des Dorfes nahe dem Hassel, der historischen Malstätte des altsächsischen Gaues Astfala, trug wesentlich zu seiner frühen besonderen Stellung bei. Hier entstand die Mutterkirche aller späteren Pfarreien ringsum und der Sitz eines geistlichen Gerichts. Die kreuzförmige romanische Archidiakonatskirche St. Martin aus Bruchstein wurde im Jahr 1117 erstmals erwähnt. Die ursprüngliche Anlage als Pfeilerbasilika mit Ostquerhaus und drei halbrunden Apsiden aus dem 12. Jahrhundert hat später Umgestaltungen erfahren. Ein Schlussstein der gotischen Gewölberippen zeigt den Kopf des Hl. Stephanus und weist darauf hin, dass in einer der Seitenapsiden ein Stephanusaltar gestanden hat. Kirchen, in denen Stephanus als Nebenpatron verehrt wurde, zählen zu den ältesten christlichen Kirchen Deutschlands. Das Martins-Patronat deutet auf eine Gründung durch fränkische Missionare, vielleicht auch auf hier nach den Sachsenkriegen angesiedelte fränkische Bevölkerungsteile.
Im Mittelalter war Lühnde durch einen Wall mit Graben geschützt. Daran erinnern noch Straßennamen wie Bledelner Tor, Bolzumer Tor und Wätzumer Tor. Rings um die Kirche stehen einige sehenswerte Fachwerkhäuser.
Während des Zweiten Weltkriegs detonierte am 6. September 1944 eine Fliegerbombe in der Feldmark unweit von Lühnde. Zahlreiche Häuser im Dorf wurden durch den Luftdruck am Dach beschädigt. Zur Beseitigung der Schäden wurden 25.000 Dachziegel benötigt.
Bis in das Jahr 1997 besaß Lühnde viele Jahrzehnte lang eine Poststelle.

### Freiwillige Feuerwehr
Am 25. Januar 1902 wurde durch die Lühnder Bürger die Freiwillige Feuerwehr Lühnde gegründet. Damit wurden in Lühnde alle Bürger im Alter zwischen 17 und 55 Jahren verpflichtet, in die Feuerwehr einzutreten, sofern sie nicht Beamte, Soldaten, Gendarmen, Geistliche, Ärzte, Apotheker, Lehrer oder Schüler waren.
Heute verfügt die Ortsfeuerwehr über drei Fahrzeuge zur Brandbekämpfung und Hilfeleistung und hat ca. 60 aktive Feuerwehrmänner und -frauen. Zudem besitzt sie eine eigene Jugendfeuerwehr mit 20 Mitgliedern. Das Feuerwehrhaus befindet sich im Hangeräthsweg und wurde im Jahr 2010 um das Vereinsheim des Sportvereins TuS Lühnde aufgestockt.

### Eingemeindungen
Im Zuge der Gebietsreform in Niedersachsen verlor die Gemeinde Lühnde am 1. März 1974 ihre politische Selbständigkeit und wurde ein Ortsteil der Gemeinde Algermissen.

### Einwohnerentwicklung
| Jahr | Einwohner | Quelle |
| ---- | --------- | ------ |
| 1910 | 728       | [ 9 ]  |
| 1925 | 860       | [ 10 ] |
| 1933 | 742       | [ 10 ] |
| 1939 | 763       | [ 10 ] |
| 1950 | 15630     | [ 11 ] |
| 1956 | 13260     | [ 11 ] |

| Jahr | Einwohner | Quelle |
| ---- | --------- | ------ |
| 1973 | 1090      | [ 1 ]  |
| 2013 | 1413      | [ 12 ] |
| 2014 | 1400      | [ 12 ] |
| 2018 | 1407      | [ 13 ] |
| 2019 | 1418      | [ 14 ] |
| 2020 | 1420      | [ 14 ] |
| 2024 | 1434      | [ 2 ]  |

|  |

## Religion
Die evangelisch-lutherische Kirchengemeinde Lühnde wurde am 1. Januar 2012 mit den Kirchengemeinden in Algermissen, Groß Lobke, Hotteln, Oesselse und Wirringen-Müllingen-Wassel zur evangelisch-lutherischen Zwölf-Apostel-Kirchengemeinde Sarstedt-Land im Kirchenkreis Hildesheim-Sarstedt zusammengeschlossen.

## Politik

### Ortsrat
Der Ortsrat, der den Ortsteil Lühnde vertritt, setzt sich aus sieben Mitgliedern zusammen. Die Ratsmitglieder werden durch eine Kommunalwahl für jeweils fünf Jahre gewählt.
Bei der Kommunalwahl 2021 ergab sich folgende Sitzverteilung:
| Ortsrat 2021Insgesamt 7 Sitze - SPD: 3 - Grüne: 1 - CDU: 2 - parteilos: 1 |

### Ortsbürgermeister
Der Ortsbürgermeister von Lühnde ist Lars Zeugner (SPD). Sein Stellvertreter ist Philipp Loeper (CDU).

### Wappen
| Wappen von Lühnde | Blasonierung: „In Gold ein grüner Hügel, belegt mit einem schrägrechts gestellten roten Schild, darin ein goldener Löwe; auf dem Hügel eine zweizinnige rote Mauer, daraus mittig wachsend ein grüner Haselstrauch.“ |
| Wappen von Lühnde | Wappenbegründung: Im Mittelalter hatte Lühnde eine besondere Bedeutung, denn die Dorfkirche war die Hauptstelle aller Pfarreien in der Umgebung und Sitz eines geistlichen Gerichts, des sogenannten Sendes. Zusätzlich befanden sich vor Ort eine Reihe weltlicher Gerichte. Vor allem das Goding der Go Hassel. Die Gerichtsstätte tagte unter freiem Himmel auf einer Anhöhe, die wohl darum Hassel hieß, weil sie von Haselnussgerten umhegt war. Im Kommunalwappen sollte dieses Goding festgehalten werden. Der grüne Berg mit der roten Mauer und dem ebenfalls grünen Haselstrauch deuten auf die Stätte dieses Gerichtes hin. Weil Lühnde jedoch auch zwei Freiendinge innehatte (in Lühnde und Loppenstedt), legte man schräg auf dem Berge einen roten Schild mit einem goldenen Löwen, dem Sinnbild der Freiheit, als Wappenzier. |

## Wirtschaft und Infrastruktur

### Öffentliche Einrichtungen
Kindergärten
- Kindergarten St. Martin
- Kommunaler Kindergarten
- KiTa Querks

Vereine und Verbände
| - DRK Ortsverband Lühnde - Fastnachtsverein Lühnde von 1976 - Förderverein Grundschule Lühnde - Freiwillige Feuerwehr Lühnde - Gesangverein Lühnde von 1891 - Jugendfeuerwehr Lühnde - Kirchenförderverein St. Martin Lühnde-Ummeln-Wätzum e. V. | - Schützenverein Lühnde von 1837 e. V. - Sozialverband Deutschland e. V. – Ortsverband Lühnde - Spielmannszug Lühnde e. V. - SV Lühnde Bogensparte - Turn- und Sportverein Lühnde - Zukunft Lühnde! - Lühnder Szene e. V. |

### Bildung
- Grundschule Lühnde

### Verkehr

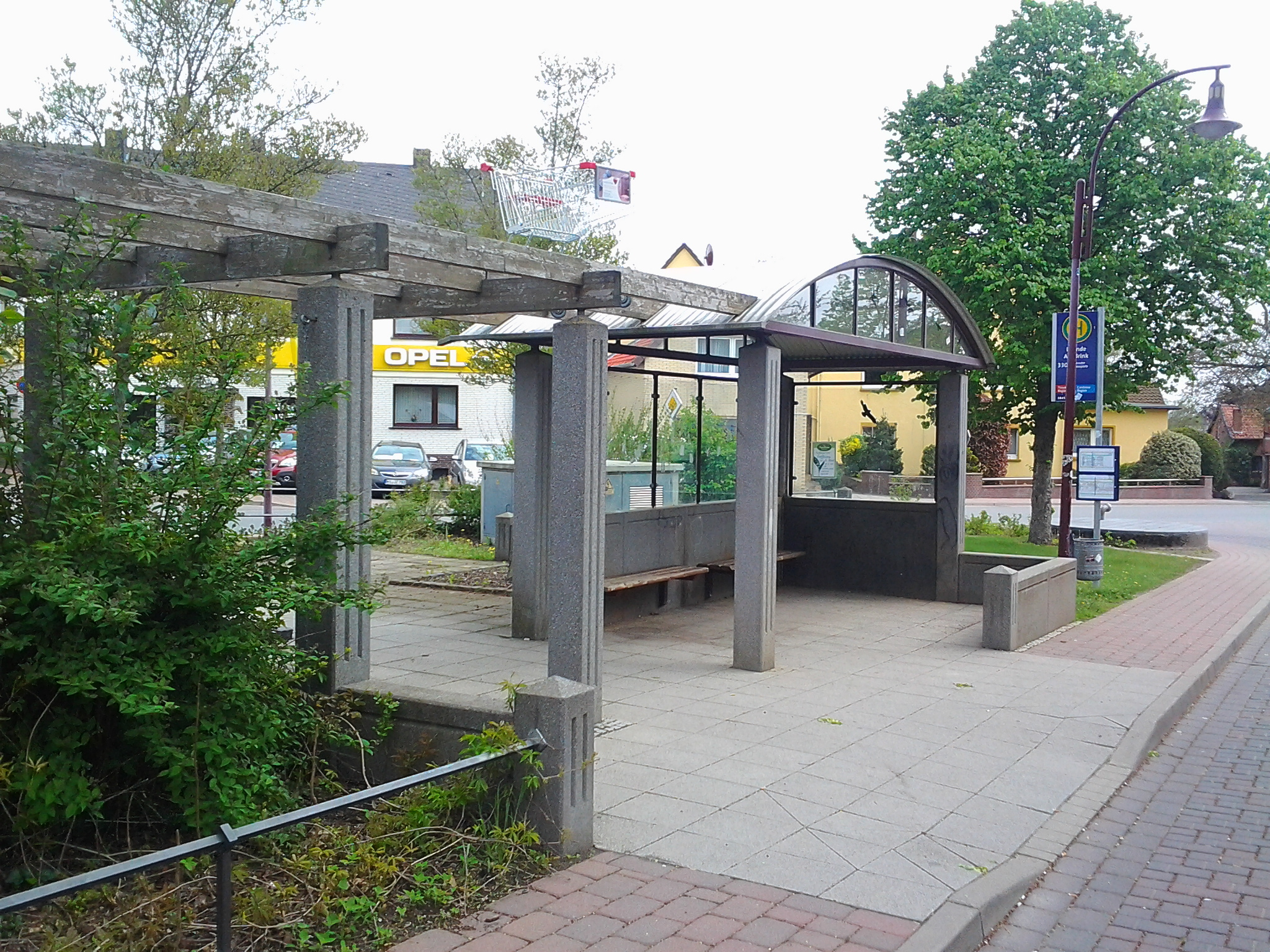
Bushaltestelle Am Brink

Lühnde ist Endpunkt einer Buslinie der Üstra Hannoversche Verkehrsbetriebe nach Bemerode. Des Weiteren befinden sich Bushaltestellen des Regionalverkehr Hildesheim mit Verbindungen nach Hildesheim im Ort.

## Persönlichkeiten

### Söhne und Töchter des Ortes
- Bruno Eyron (* 1964), Schauspieler, Moderator, Produzent, Autor und Geschäftsmann

### Personen, die mit dem Ort in Verbindung stehen
- Helmuth Albrecht (1885–1953), Politiker (DVP), war Direktor der Gewerkschaft Carlshall, eines Kalisalzbergwerkes in Lühnde
- Mirko Slomka (* 1967), Fußballtrainer, ist in Lühnde aufgewachsen